# Indigofera sessiliflora
Indigofera sessiliflora är en ärtväxtart som beskrevs av Dc. Indigofera sessiliflora ingår i släktet indigosläktet, och familjen ärtväxter. Inga underarter finns listade i Catalogue of Life.